# Anioł zemsty (film 2001)
Anioł zemsty (ang. The Fourth Angel) – brytyjsko-kanadyjski thriller z 2001 roku w reżyserii Johna Irvina. Wyprodukowany przez wytwórnie New Legend Media, Norstar Entertainment, Rafford Films i Sky Pictures.
Premiera filmu odbyła się 15 sierpnia 2001. Zdjęcia realizowano w Londynie i w Paryżu, a okres zdjęciowy trwał od 14 sierpnia do 27 października 2000.

## Fabuła
Dziennikarz Jack Elgin (Jeremy Irons) jedzie w podróż służbową do Indii. Towarzyszy mu rodzina. Samolot opanowują terroryści, a przy próbie odbicia zakładników giną żona i dwoje dzieci redaktora. Zszokowany zmową milczenia wokół tej sprawy John postanawia sam walczyć o sprawiedliwość. Dzięki pomocy Kate Stockton (Charlotte Rampling) wpada na trop międzynarodowej grupy przestępczej.

## Obsada
- Forest Whitaker jako agent Jules Bernard
- Charlotte Rampling jako Kate Stockton
- Jason Priestley jako Davidson
- Jeremy Irons jako Jack Elgin
- Michael Sarne jako Leo Hasse
- Lois Maxwell jako Olivia
- Ivan Marevic jako Karadan Maldic
- William Armstrong jako Perry[3]